# Habib Jemli
Habib Jemli ou Habib Jomli (arabe : الحبيب الجملي), né le 28 mars 1959 à Kairouan, est un homme politique tunisien.
Secrétaire d'État auprès du ministre de l'Agriculture de 2011 à 2014, indépendant mais proche d'Ennahdha, il est désigné en 2019 pour devenir chef du gouvernement tunisien. En 2020, son gouvernement n'obtient pas la confiance de l'Assemblée des représentants du peuple, faisant de lui le premier chef de gouvernement désigné à ne pas assumer ses fonctions.

## Biographie
Ingénieur agricole de formation, Habib Jemli est titulaire d'un master en économie agricole et en gestion des institutions agricoles. Spécialiste en développement agricole et gestion des entreprises, il est l'auteur de plusieurs études et recherches dans ces domaines.
Sur le plan professionnel, il évolue au sein d'unités de recherche dans le domaine des grandes cultures ainsi qu'à la direction de la qualité et du développement au ministère de l'Agriculture, et dirige par ailleurs une société privée.
Proche d'Ennahdha, il assume la fonction de secrétaire d'État auprès du ministre de l'Agriculture, Mohamed Ben Salem, de 2011 à 2014.
Le 15 novembre 2019, après avoir été choisi par le conseil de la Choura du parti Ennahdha, il est désigné chef du gouvernement par le président de la République Kaïs Saïed. Il présente sa liste de ministres le 2 janvier 2020. Bien qu'indépendants, certains ministres sont proches d'Ennahdha et d'Au cœur de la Tunisie. Le 10 janvier 2020, il échoue à obtenir la confiance de l'Assemblée des représentants du peuple.
Habib Jemli est père de quatre enfants.